# Sayola
Sayola är en ort i Mexiko.   Den ligger i kommunen Santiago Tulantepec de Lugo Guerrero och delstaten Hidalgo, i den sydöstra delen av landet, 110 km nordost om huvudstaden Mexico City. Sayola ligger 2 178 meter över havet och antalet invånare är 218.
Terrängen runt Sayola är kuperad åt sydost, men åt nordväst är den platt. Runt Sayola är det tätbefolkat, med 476 invånare per kvadratkilometer. Närmaste större samhälle är Tulancingo, 3,4 km norr om Sayola. Omgivningarna runt Sayola är en mosaik av jordbruksmark och naturlig växtlighet.